# 単調収束定理
数学の分野において単調収束定理（たんちょうしゅうそくていり、英: monotone convergence theorem）と呼ばれる定理はいくつか存在する。ここでは代表的な例を紹介する。

## 単調実数列の収束

### 定理
{\displaystyle \{a_{n}\}} が単調実数列（すなわち an ≤ an+1 が成立する）であるとき、この数列が有限な極限を持つための必要十分条件は、それが有界数列であることである。

### 証明
増加数列 {\displaystyle \{a_{n}\}} が上に有界であるなら、それは収束し、その極限は {\displaystyle \sup \limits _{n}\{a_{n}\}} であることを証明する。
{\displaystyle \{a_{n}\}} が空でないことと仮定により、それは上に有界であるため、実数の最小上界性から、{\displaystyle c=\sup _{n}\{a_{n}\}} は存在し、有限である。今、すべての {\displaystyle \varepsilon >0} に対して {\displaystyle a_{N}>c-\varepsilon } であるような {\displaystyle a_{N}} が存在することが分かる。実際、そうでないならば、{\displaystyle c-\varepsilon } は {\displaystyle \{a_{n}\}} の上界となるが、これは {\displaystyle c} が {\displaystyle \sup _{n}\{a_{n}\}} であることに反する。このとき、{\displaystyle \{a_{n}\}} は増加であるため、{\displaystyle \forall n>N,|c-a_{n}|=c-a_{n}\leq c-a_{N}<\varepsilon } が成り立つことから、定義により、{\displaystyle \{a_{n}\}} の極限は {\displaystyle \sup _{n}\{a_{n}\}} であることが分かる。

### 注意
下に有界な減少実数列の場合は、その下限が極限となる。

## 単調級数の収束

### 定理
全ての自然数 j および k に対して、aj,k は非負の実数かつ aj,k ≤ aj+1,k であるなら、
{\displaystyle \lim _{j\to \infty }\sum _{k}a_{j,k}=\sum _{k}\lim _{j\to \infty }a_{j,k}}
が成立する（例えばの p.168 を参照されたい）。
この定理では、
1. 各列が弱増加かつ有界、および
2. 各行に対して、その行の成分によって項が構成される級数が収束する

という性質が成り立つ、非負の無限実行列に対して、その行の和の極限が、列 k の極限によって項 k の与えられる級数の和に等しい（それはまた上限でもある）ということが述べられている。その級数が収束するための必要十分条件は、行和の（弱増加）列が有界で、したがって収束することである。
一例として、行の級数
{\displaystyle \left(1+{\frac {1}{n}}\right)^{n}=\sum _{k=0}^{n}{\binom {n}{k}}/n^{k}=\sum _{k=0}^{n}{\frac {1}{k!}}\times {\frac {n}{n}}\times {\frac {n-1}{n}}\times \cdots \times {\frac {n-k+1}{n}},}
を考える。ただし n は無限大へと近付けるものとする（この極限はネイピア数 e である）。ここで行列の行 n 列 k の成分は
{\displaystyle {\binom {n}{k}}/n^{k}={\frac {1}{k!}}\times {\frac {n}{n}}\times {\frac {n-1}{n}}\times \cdots \times {\frac {n-k+1}{n}}}
で与えられる。固定された k に対して、その列は実際、n について弱増加であり、1/k! によって上に有界であるが、その行は有限個の多くのゼロでない項しか持たないことより、定理の条件 2 が満たされる。したがって、定理によって、行の和 {\displaystyle \left(1+{\frac {1}{n}}\right)^{n}} の極限は、列の極限、すなわち {\displaystyle {\frac {1}{k!}}} の和として計算することができる。

## ルベーグの単調収束定理
この定理は上述の定理を一般化したものであり、いくつか存在する単調収束定理の中でおそらく最も重要なものである。ベッポ・レヴィの定理としても知られている。

### 定理
(X, Σ, μ) を測度空間とする。{\displaystyle f_{1},f_{2},\ldots } を、[0, ∞] に値を取る Σ-可測関数の各点非減少列とする。すなわち、すべての k ≥ 1 および {\displaystyle x\in X} に対して
{\displaystyle 0\leq f_{k}(x)\leq f_{k+1}(x)\,}
が成立するものとする。また、その列 {\displaystyle (f_{n})} の各点極限を f と定める。すなわち、すべての {\displaystyle x\in X} に対して
{\displaystyle f(x):=\lim _{k\to \infty }f_{k}(x)\,}
が成立するものとする。このとき f は Σ-可測であり、
{\displaystyle \lim _{k\to \infty }\int f_{k}\,\mathrm {d} \mu =\int f\,\mathrm {d} \mu }
が成立する。
注意 関数列 {\displaystyle (f_{k})} が上の仮定を μ に関してほとんど至る所で満たすが、μ(N) = 0 であるような集合 N ∈ Σ で、すべての {\displaystyle x\notin N} に対して列 {\displaystyle (f_{k}(x))} が非減少であるようなものを見つけることが出来る。f が Σ-可測であることから
{\displaystyle \int f_{k}\,\mathrm {d} \mu =\int _{X\backslash N}f_{k}\,\mathrm {d} \mu ,\ {\text{and}}\ \int f\,\mathrm {d} \mu =\int _{X\backslash N}f\,\mathrm {d} \mu }
がすべての k に対して成り立つ（たとえば、 の 21.38 節を参照されたい）ことより、定理の結果はこの場合にも真となる。

### 証明
はじめに f が Σ-可測（たとえば  の 21.3 節を参照されたい）であることを証明する。この証明のためには、f についての区間 [0, t] の原像が X 上の σ-代数 Σ の要素であることを示せば十分である。なぜならば、（閉）区間は実数上にボレル σ-代数を生成するからである。I = [0, t] を、そのような [0, ∞] の部分区間とする。また
{\displaystyle f^{-1}(I)=\{x\in X\,|\,f(x)\in I\}}
とする。I は閉区間であり、{\displaystyle \forall k,f_{k}(x)\leq f(x)} であるため、
{\displaystyle f(x)\in I\Leftrightarrow f_{k}(x)\in I,~\forall k\in \mathbb {N} }
が成立する。したがって、 
{\displaystyle \{x\in X\,|\,f(x)\in I\}=\bigcap _{k\in \mathbb {N} }\{x\in X\,|\,f_{k}(x)\in I\}}
となる。この可算の共通部分に含まれる各集合は、Σ-可測関数 {\displaystyle f_{k}} についてのあるボレル部分集合の原像であるため、Σ の要素である。定義によれば、σ-代数は可算の共通部分に関して閉じているため、このことは f が Σ-可測であることを意味する。一般的に、可測関数の任意の可算個の族の上限は、可測である。
続いて、単調収束定理の残りの部分の証明を行う。f が Σ-可測であるという事実は、{\displaystyle \int f\,\mathrm {d} \mu } が良設定であることを意味する。
{\displaystyle \int f\,\mathrm {d} \mu \geq \lim _{k}\int f_{k}\,\mathrm {d} \mu } を示す。ルベーグ積分の定義により、
{\displaystyle \int f\,\mathrm {d} \mu =\sup\{\int g\,\mathrm {d} \mu \,|\,g\in SF,\ g\leq f\}}
を得る。ここで SF は X 上の Σ-可測単関数の集合を表す。各 x ∈ X において {\displaystyle f_{k}(x)\leq f(x)} であるため、
{\displaystyle \left\{\int g\,\mathrm {d} \mu \,|\,g\in SF,\ g\leq f_{k}\right\}\subseteq \left\{\int g\,\mathrm {d} \mu \,|\,g\in SF,\ g\leq f\right\}}
を得る。したがって、部分集合の上限は全集合よりも大きくなることは無いことから、次を得る: 
{\displaystyle \int f\,\mathrm {d} \mu \geq \lim _{k}\int f_{k}\,\mathrm {d} \mu .}
関数列が単調であることから、この右辺の極限は存在する。
続いて、逆向きの不等式が成立することを証明する（これはファトゥの補題によっても従う）。すなわち、
{\displaystyle \int f\,\mathrm {d} \mu \leq \lim _{k}\int f_{k}\,\mathrm {d} \mu }
を示す。積分の定義により、非負単関数の非減少列 (gk) で gk ≤ f および
{\displaystyle \lim _{k}\int g_{k}\,\mathrm {d} \mu =\int f\,\mathrm {d} \mu }
を満たすものが存在する。今、各 {\displaystyle k\in \mathbb {N} } に対して
{\displaystyle \int g_{k}\,\mathrm {d} \mu \leq \lim _{j}\int f_{j}\,\mathrm {d} \mu }
であることを証明すれば十分である。なぜならば、もしこの不等式が各 k に対して真であるなら、左辺の極限もまた右辺以下であるからである。gk が単関数であり、各 x に対して
{\displaystyle \lim _{j}f_{j}(x)\geq g_{k}(x)\,}
であるなら、
{\displaystyle \lim _{j}\int f_{j}\,\mathrm {d} \mu \geq \int g_{k}\,\mathrm {d} \mu }
であることを示す。積分は線型であるため、関数 {\displaystyle g_{k}} が σ-代数 Σ の要素 B の指示関数である場合に落とし込むことにより、{\displaystyle g_{k}} をその定数部分に分けることが出来る。この場合 {\displaystyle f_{j}} は、B の各点における上限が 1 以上であるような可測関数の列であると仮定される。ε > 0 を固定し、可測集合の列
{\displaystyle B_{n}=\{x\in B:f_{n}(x)\geq 1-\epsilon \}\,}
を定義する。積分の単調性により、任意の {\displaystyle n\in \mathbb {N} } に対して、
{\displaystyle \mu (B_{n})(1-\epsilon )=\int (1-\epsilon )1_{B_{n}}\,\mathrm {d} \mu \leq \int f_{n}\,\mathrm {d} \mu }
が成立する。{\displaystyle \lim _{j}f_{j}(x)\geq g_{k}(x)} であるという仮定により、B に含まれるどのような x も、十分大きい n に対して {\displaystyle B_{n}} に含まれ、したがって
{\displaystyle \bigcup _{n}B_{n}=B}
が得られる。したがって
{\displaystyle \int g_{k}\,\mathrm {d} \mu =\int 1_{B}\,\mathrm {d} \mu =\mu (B)=\mu \left(\bigcup _{n}B_{n}\right)}
が得られる。測度の単調性を用いることで、上の等式を次のように続けることが出来る:
{\displaystyle \mu \left(\bigcup _{n}B_{n}\right)=\lim _{n}\mu (B_{n})\leq \lim _{n}(1-\epsilon )^{-1}\int f_{n}\,\mathrm {d} \mu .}
k → ∞ とし、任意の正の ε に対してこれが真であるという事実を用いることで、求める結果が得られる。